# Георги Любенов (футболист)
Вижте пояснителната страница за други личности с името Георги Любенов.
Георги Любенов е бивш български футболист, нападател.
Роден е на 9 април 1970 г. в Асеновград. Висок е 186 см и тежи 75 кг. Играл е за Асеновец, Дунав, Етър, Добруджа, Ботев (Пловдив), Хебър (София), Ловико (Сухиндол) и Буйна Места (Мусомища). Финалист за Купата на ПФЛ през 1995 г. с Дунав. В А група има 63 мача и 10 гола. В турнира Интертото има 3 мача и 1 гол за Етър.

## Статистика по сезони
- Асеновец – 1989/90 – В група, 8 мача/1 гол
- Асеновец – 1990/91 – В група, 16/3
- Асеновец – 1991/92 – В група, 21/6
- Дунав – 1992/93 – Б група, 27/5
- Дунав – 1993/94 – Б група, 20/3
- Дунав – 1994/95 – Б група, 28/7
- Дунав – 1995/96 – Б група, 31/4
- Етър – 1996/97 – А група, 29/6
- Добруджа – 1997/98 – А група, 18/2
- Етър – 1998/пр. - А група, 9/1
- Ботев (Пд) – 1998/ес. - А група, 7/1
- Етър – 1999/пр. - Б група, 8/3
- Етър – 1999/ес. - Б група, 12/1
- Хебър (Сф) – 2000/01 – В група, 26/7
- Ловико – 2001/02 – В група, 28/11
- Асеновец – 2002/03 – В група, 30/14
- Асеновец – 2003/04 – В група, 27/10
- Асеновец – 2004/05 – В група, 19/6
- Буйна Места – 2005/06 – А ОФГ, 21/9